# Juicio a Alex Murdaugh
El Estado de Carolina del Sur v. Richard Alexander Murdaugh fue un caso penal estadounidense en el decimocuarto circuito del Tribunal de Circuito de Carolina del Sur sobre los asesinatos de la esposa de Murdaugh, Maggie Murdaugh, y su hijo de 22 años, Paul Murdaugh, en junio del 2021. El juicio comenzó el 25 de enero del 2023, con instrucciones del juez y declaraciones de apertura de la acusación y la defensa. Los argumentos finales comenzaron el 1 de marzo y terminaron el 2 de marzo. El jurado llegó a un veredicto de culpabilidad de los cuatro cargos después de aproximadamente tres horas de deliberación. Fue condenado a cadena perpetua sin posibilidad de libertad condicional.
Los medios locales han calificado el juicio como el "juicio del siglo" de Carolina del Sur y "posiblemente uno de los casos más destacados y sensacionales en la historia legal de Carolina del Sur".

## Antecedentes
El 7 de junio de 2021, Alex Murdaugh, miembro de la prominente familia Murdaugh localmente, llamó a la policía desde su teléfono celular a las 10:06 p. -el viejo hijo Paul cerca de las perreras en el pabellón de caza de la familia en Islandton, Carolina del Sur. Ambos habían recibido múltiples disparos y con diferentes armas. Murdaugh informó que en el momento de los asesinatos (alrededor de las 9 p. m. se determinó más tarde), él había estado con su madre, que padece demencia.
En octubre del 2021, se reveló que la División de Cumplimiento de la Ley de Carolina del Sur (SLED) había considerado a Alex como una persona de interés en los homicidios desde el inicio de la investigación. La investigación ha sido muy criticada. Según los informes, la policía no recolectó evidencia de ADN y la escena del crimen se echó a perder debido a la lluvia que se produjo en el área después de los asesinatos. La policía también permitió que familiares y amigos caminaran por la escena.

## Acusación y Arresto
Alex Murdaugh fue arrestado en julio de 2022 después de que el Gran Jurado del condado de Colleton emitiera una acusación formal acusándolo de dos cargos de asesinato y dos cargos de posesión de un arma durante la comisión de un crimen violento por la muerte de su esposa Maggie y de su hijo Paul. La acusación decía que Alex le disparó a su esposa con un rifle y a su hijo con una escopeta. Fuentes cercanas a la investigación dijeron que las imágenes del teléfono celular colocaron a Murdaugh en la escena cuando le dispararon a su esposa e hijo. Los fiscales sugirieron que Murdaugh estaba motivado por el deseo de obtener simpatía a raíz de los problemas financieros que comenzaban a hacerse públicos. Murdaugh se declaró inocente, mientras que los fiscales estatales dijeron que buscarían cadena perpetua sin posibilidad de libertad condicional en lugar de la pena de muerte.

## Juicio

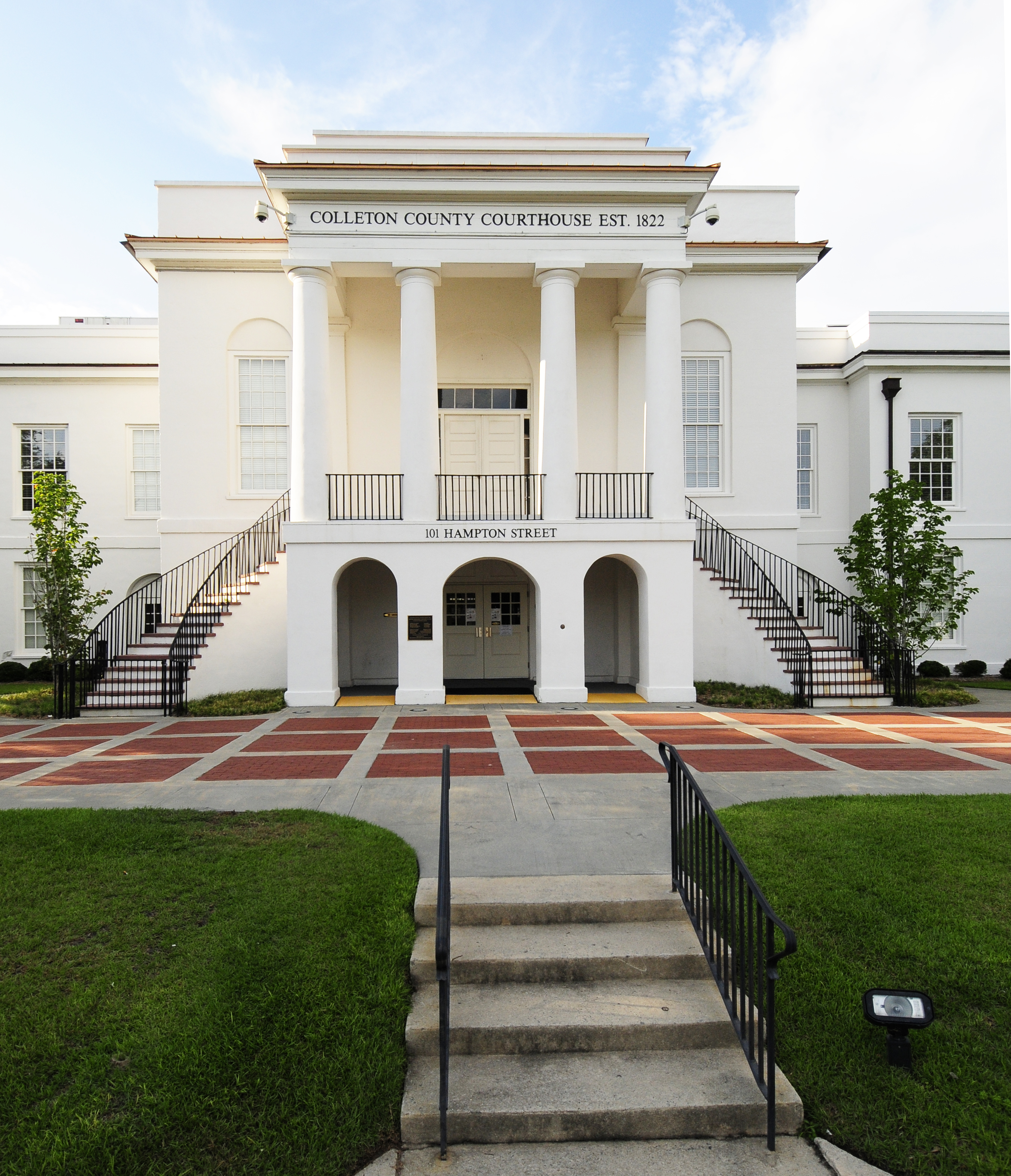
El juicio tuvo lugar en el Colleton County Courthouse en Walterboro, Carolina del Sur

El juicio comenzó el 25 de enero de 2023 en el juzgado del condado de Colleton en Walterboro, Carolina del Sur, con instrucciones del juez y declaraciones iniciales de la acusación y la defensa.
Alex Murdaugh estuvo representado por Dick Harpootlian y Jim Griffin.. Los casos fueron supervisados por Clifton Newman, sobrino del difunto líder de los derechos civiles I. DeQuincey Newman. Creighton Waters, fiscal jefe del gran jurado estatal, dirigió el equipo de acusación contra Murdaugh.  John Meadors, un abogado de Columbia con amplia experiencia en juicios por asesinato, fue contratado por el Fiscal General de Carolina del Sur como parte del equipo de procesamiento.  Se esperaba que los testigos de la defensa y la acusación fueran cientos.
El abogado defensor argumentó que se debería prohibir a la fiscalía hacer preguntas relacionadas con los delitos financieros de Murdaugh, pero el juez desestimó sus objeciones y anunció que tomaría una decisión formal sobre el asunto el jueves 2 de febrero del 2023. El juez despidió al jurado la madrugada del jueves. , 2 de febrero, para que la acusación presente a dos testigos que testificaron sobre los delitos financieros de Murdaugh en una audiencia a puerta cerrada. El juez dijo que necesitaba escuchar más testimonios antes de decidir si estos testigos podrían testificar ante el jurado.
El 7 de febrero, después de varios días de escuchar los argumentos sin la presencia del jurado, el juez Newman dictaminó que el testimonio relacionado con los presuntos delitos financieros de Murdaugh era admisible: dijo que los miembros del jurado tenían derecho a considerar si la situación financiera de Murdaugh fue un motivo de los asesinatos.  Newman también dijo que el abogado defensor abrió la puerta al testimonio sobre los presuntos delitos financieros cuando le pidieron a un testigo que especulara sobre un posible motivo por el cual Murdaugh cometió los asesinatos. Una amenaza de bomba el 8 de febrero obligó al tribunal a evacuar de inmediato y volver a reunirse varias horas después para reanudar el juicio.
El 13 de febrero, el juez Newman anunció que dos miembros del jurado habían sido despedidos y reemplazados por miembros suplentes porque habían dado positivo por COVID-19.  El 24 de febrero, se presentó un nuevo cargo contra Murdaugh por pasar contrabando en la sala del tribunal. A pedido de la defensa, el jurado visitó el inmueble donde ocurrieron los asesinatos. Los argumentos finales comenzaron el 1 de marzo. El 2 de marzo, el juez Newman anunció que había sido notificado de que un miembro del jurado había discutido la evidencia presentada. La jurado fue destituida por conducta impropia y una suplente la reemplazó. El abogado Creighton Waters entregó la declaración final del estado y el abogado Jim Griffin entregó la declaración final de la defensa. El abogado John Meadors entregó la respuesta del estado y el argumento final. El jurado fue acusado y comenzó la deliberación del jurado el 2 de marzo.

## Testimonios
Los primeros testigos de cargo incluyeron a los primeros en responder en la escena después de la llamada al 911 de Murdaugh. La fiscalía le pidió al juez que obligara a un representante de Snapchat a testificar sobre un video publicado por Paul Murdaugh minutos antes de su muerte. La fiscalía trajo testigos de SLED para que testificaran sobre armas de fuego y balística, y una entrevista realizada con Alex Murdaugh en un automóvil el 21 de junio de 2021, durante la cual Murdaugh dijo de su hijo: "Es tan malo. Lo hice tan mal", que Waters destacó para el jurado. El equipo de defensa cuestionó si la grabación decía "yo" o "ellos". Se ingresó como evidencia un recibo de tarjeta de crédito con una compra de Gucci de $ 1000 en un círculo. La acusación trajo a un testigo experto para que testifique sobre los datos recopilados por el teléfono de Maggie. La acusación llevó a dos amigos cercanos de Paul Murdaugh a testificar sobre sus interacciones con la familia Murdaugh y sus comunicaciones con Paul momentos antes de su muerte. Un testigo dijo que escuchó la voz de Alex en un video tomado por Paul minutos antes de la hora en que la fiscalía cree que ocurrieron los asesinatos.
Los fiscales llamaron a varios ex colegas y clientes de Murdaugh para testificar sobre la situación financiera del acusado justo antes de que ocurrieran los asesinatos, y argumentaron que el motivo fue el estrés causado por el descubrimiento inminente de los delitos financieros de Murdaugh. También llamaron al director ejecutivo de un banco local para que testificara sobre el descubrimiento del robo por parte del banco por parte de Murdaugh.
La fiscalía llamó a testigos expertos, incluidos un criminólogo y un patólogo. La fiscalía llamó a un agente de SLED para testificar sobre una línea de tiempo para los eventos del 7 de junio, agregando todos los datos recopilados de varias fuentes, incluidos los teléfonos de las víctimas y el acusado, datos de telemetría de automóviles y pings de torres de teléfonos celulares. La fiscalía dejó su caso el 17 de febrero.
El abogado defensor llamó a su primer testigo inmediatamente después de que la fiscalía terminara su caso. Llamaron al forense del condado de Colleton, quien testificó que solo había estimado la temperatura corporal de la víctima y que la hora de la muerte informada era una estimación.
El 21 de febrero, la defensa llamó al estrado al hijo del acusado, Buster. La defensa llamó a varios testigos expertos, incluido un ingeniero de la escena del crimen, quien recreó la escena del crimen y argumentó que la supuesta altura del tirador no coincidía con la altura del acusado. Otro testigo experto testificó que creía que los socorristas no manejaron adecuadamente la escena del crimen.
El 23 de febrero, Murdaugh subió al estrado para testificar. Murdaugh admitió haber mentido a los oficiales de la ley y haber mentido sobre delitos financieros debido a su adicción a los opioides. Negó haber matado a su esposa e hijo. El contrainterrogatorio de la fiscalía comenzó el mismo día. Murdaugh terminó su testimonio al día siguiente y el juez Newman despidió al jurado inmediatamente después de que concluyó. La defensa llamó a un patólogo, quien creía que el patólogo del estado no había determinado correctamente las heridas de entrada y salida en el cuerpo de Paul. La defensa también llamó a Tim Palmbach, experto en análisis de salpicaduras de sangre. Palmbach también ha testificado en casos de alto perfil como el juicio de Michael Peterson. Palmbach testificó que creía que un tirador habría estado cubierto de sangre y residuos de disparos; también afirmó que creía que la evidencia era consistente con la presencia de dos tiradores.  El último testigo que llamó la defensa fue el hermano del acusado, John Marvin Murdaugh. El 27 de febrero, la defensa descansó su caso y solicitó un veredicto directo, que posteriormente fue negado por el juez Newman.
Después de que la defensa apoyara su caso, la fiscalía indicó que respondería al caso de la defensa.  El 28 de febrero, la fiscalía inició su caso de réplica llamando a testigos. Cuatro de los testigos que llamaron ya habían declarado antes en el juicio. Un jefe de policía que se había asociado con Murdaugh también fue llamado al estrado. El testigo final fue un experto en la escena del crimen llamado previamente; El fiscal general de Carolina del Sur, Alan Wilson, realizó el interrogatorio directo. La fiscalía descansó su caso de respuesta el 28 de febrero.

### Veredicto y sentencia
El 2 de marzo de 2023, luego de tres horas de deliberación, el jurado encontró a Alex Murdaugh culpable de dos cargos de asesinato y dos cargos de posesión de un arma durante un crimen violento. Como resultado del intenso interés público en el caso, el veredicto se transmitió en vivo en todo Estados Unidos en las principales redes de transmisión y noticias por cable.  Después de que se leyese el veredicto, el juez Newman negó una moción de la defensa para anular el juicio diciendo: "La evidencia de su culpabilidad es abrumadora". Le dijo a los miembros del jurado: "La evidencia circunstancial, la evidencia directa: toda evidencia apuntaba a una conclusión, y esa es la conclusión a la que todos habéis llegado". Newman agregó más tarde que el jurado había llegado a una "conclusión adecuada al ver la ley y los hechos". Murdaugh fue sentenciado a dos cadenas perpetuas consecutivas sin posibilidad de libertad condicional el viernes 3 de marzo de 2023 a las 10:08 a. m. EST.